# Porte de Choisy
Pour l’article homonyme, voir Porte de Choisy (métro de Paris).

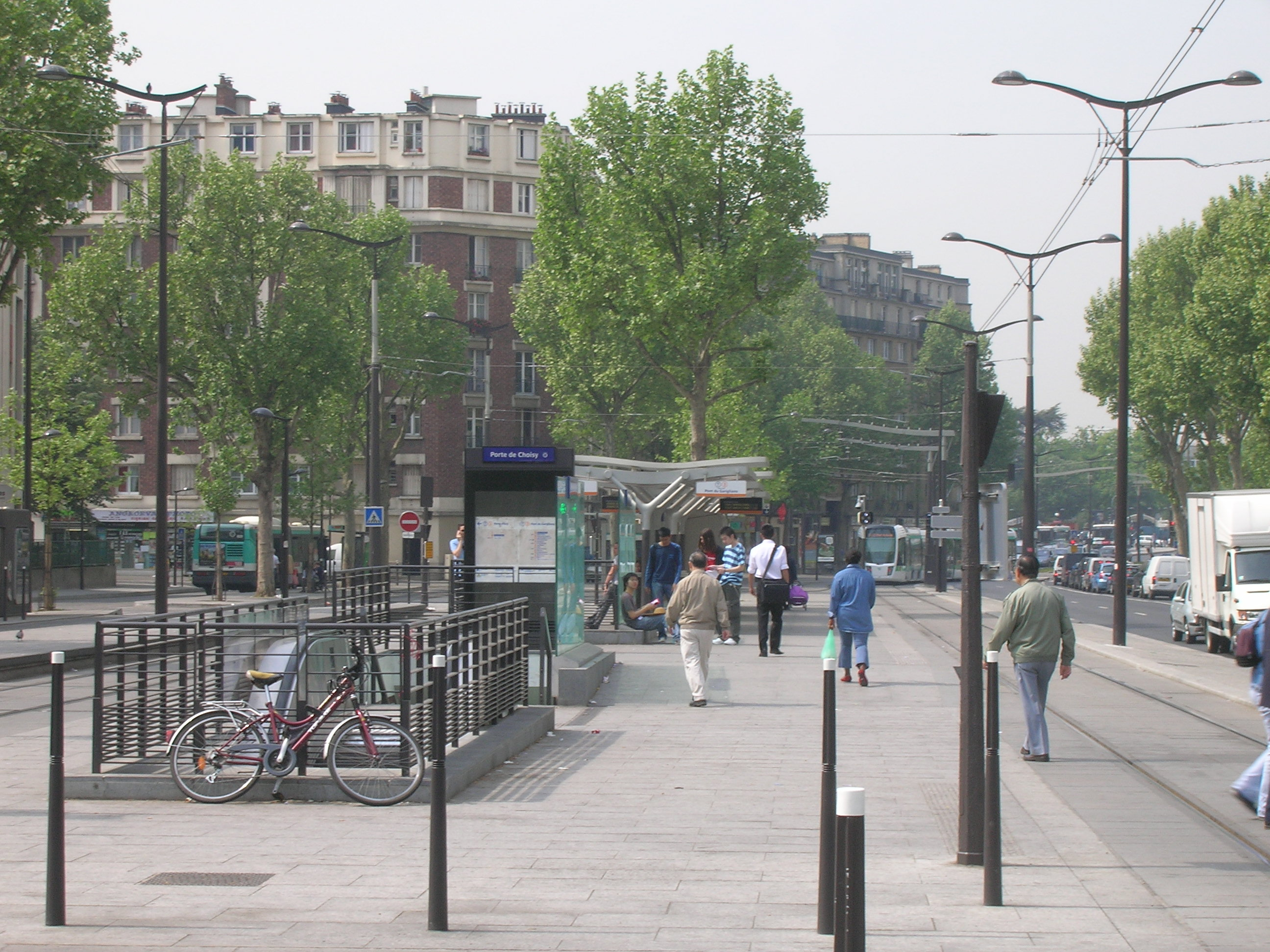
Le pôle multimodal de la station Porte de Choisy.

La porte de Choisy est l'une des 17 portes percées dans l'enceinte de Thiers au milieu du XIXe siècle pour protéger Paris, en France.

## Situation et accès
Localisée à 100 m à l'ouest de la porte d'Ivry et à 100 m à l'est de la porte d'Italie, la porte de Choisy correspond au carrefour de l'avenue de Choisy et de l'avenue de la Porte-de-Choisy avec le boulevard Masséna, dans le 13e arrondissement de Paris et est l'une des entrées du quartier asiatique de Paris.
C'est une porte parisienne d'importance moyenne vers le sud, à l'origine de l'ancienne route nationale 305. Elle débouche sur la commune d'Ivry-sur-Seine.
La porte de Choisy est desservie par les lignes de métro 7 et 14 (à distance) et les lignes de tramway T3a et T9.

## Origine du nom
La porte est dénommée par référence à la ville de Choisy-le-Roi, où mène la RN305.

## Historique
Elle est située entre les anciens bastions 88 et 89 de l'enceinte de Thiers, détruite après la Première Guerre mondiale, bénéficiait d'un espace inconstructible, la Zone, qui a été urbanisé dans l'entre-deux-guerres, notamment par la construction des HBM de la Ville de Paris.
Depuis que l'État a annexé en 1860 à la Ville de Paris les espaces situés à l'intérieur de l'enceinte de Thiers, la porte constitue une des limites des communes de Paris et d'Ivry-sur-Seine.

Porte de choisy dans les années 1910.
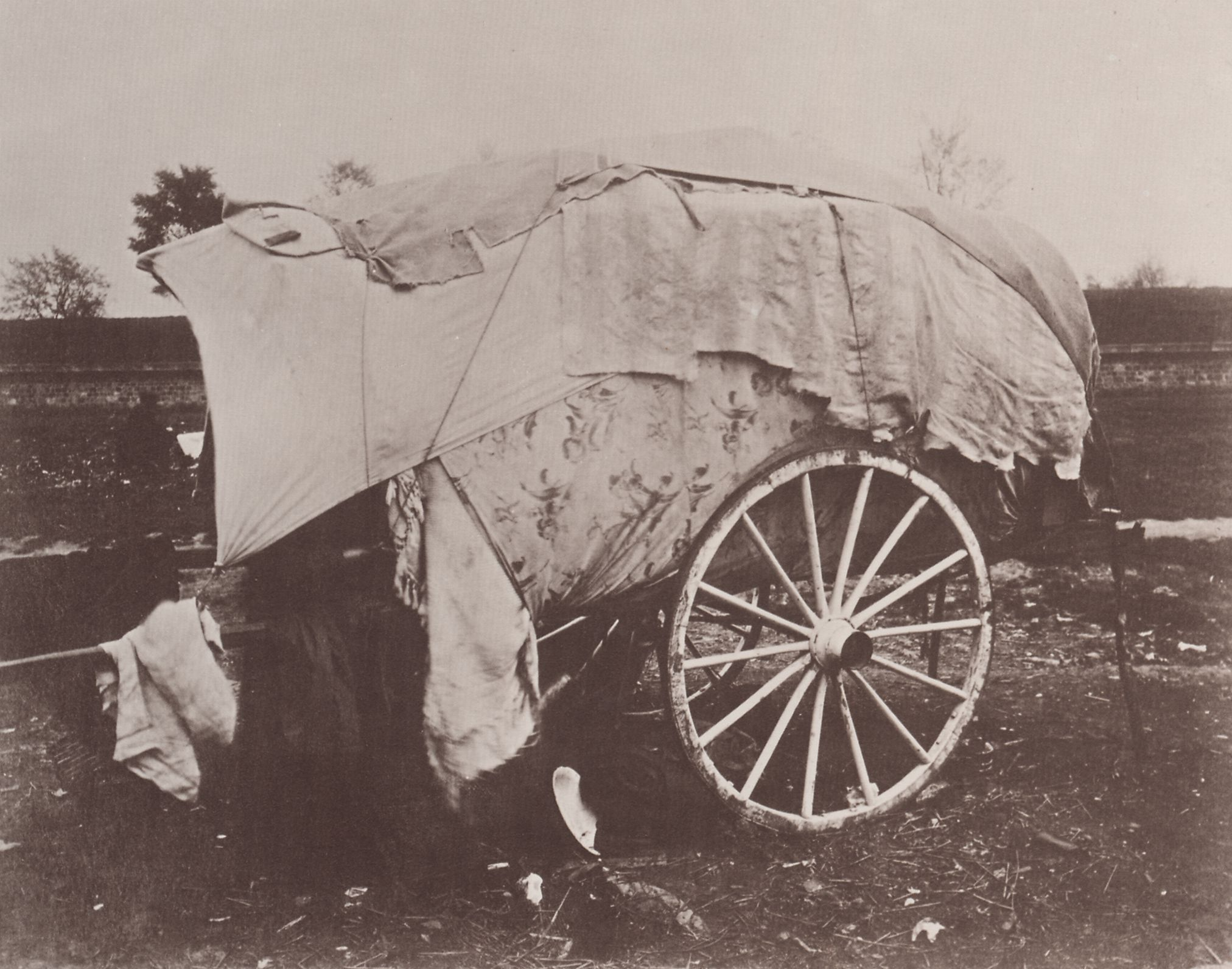
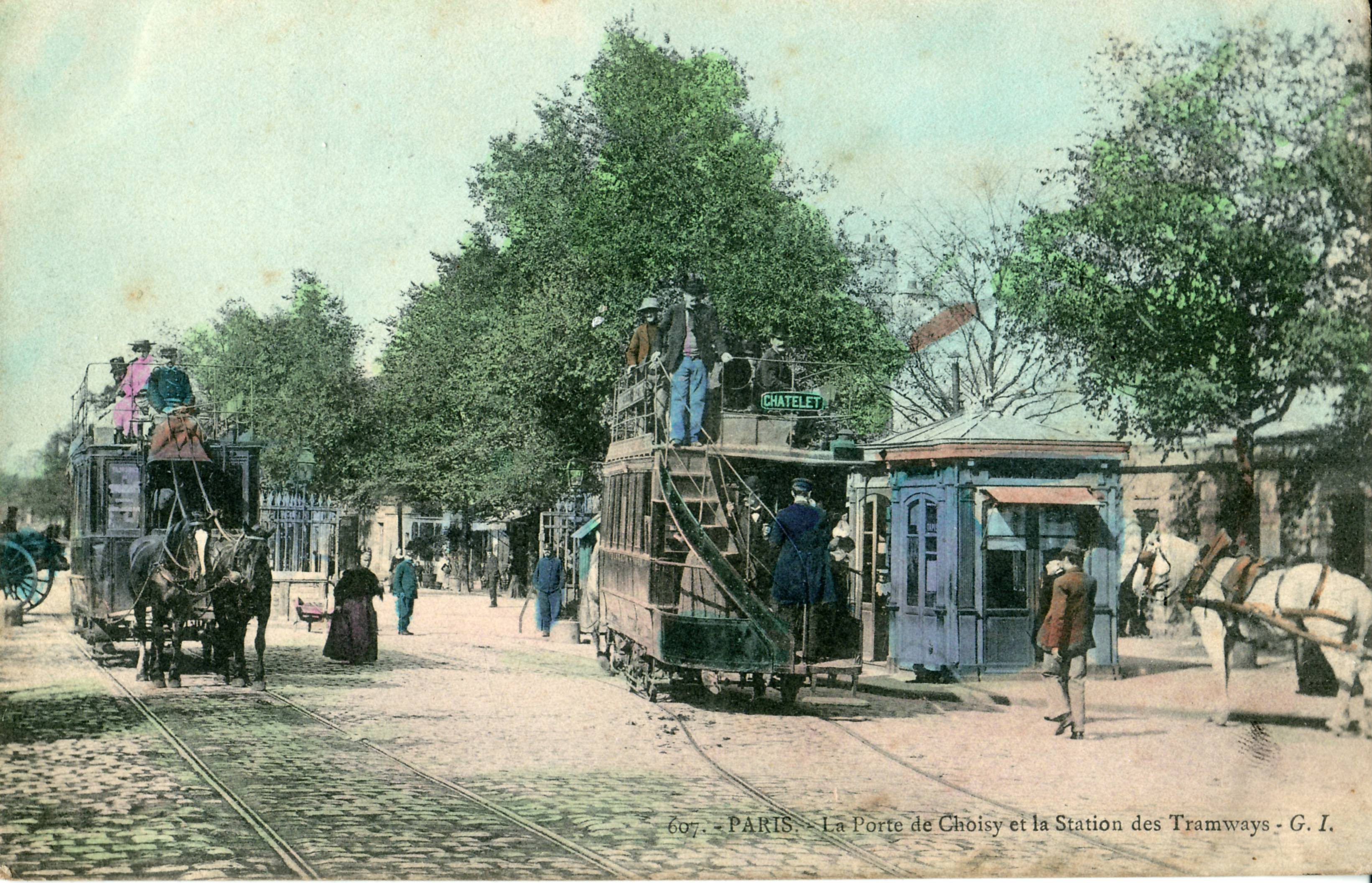
On voit ici les tramways à chevaux, sans doute de la CGO, au tout début du XXe siècle.